# Craig Stimac
Craig Steven Stimac (Oak Park, 18 novembre 1954 – San Marino, 15 gennaio 2009) è stato un giocatore di baseball statunitense.

## Biografia
Nativo dell'Illinois, ha frequentato l'Università di Denver. Dopo aver iniziato la carriera nella California League, nei Reno Silver Sox (singolo A), è stato scelto dai San Diego Padres al nono giro del draft del 1976. Ha quindi giocato per due franchigie affiliate ai californiani, gli Amarillo Gold Sox (doppio A) tra il 1976 e il 1977 e gli Hawaii Islanders (triplo A) fino al 1981.
Ha giocato in Major League Baseball per due stagioni tra il 1980 e il 1981, accumulando 29 partite nelle file dei San Diego Padres. L'anno seguente è tornato in triplo A con i Charleston Charlies, franchigia affiliata ai Cleveland Indians.
Nel 1984 si è trasferito in Italia, giocando per il Bbc Grosseto. Con i toscani ha vinto lo scudetto del 1986, contribuendo in maniera decisiva nelle finals con 10 valide e 4 fuoricampo. L'anno seguente vide il suo approdo al San Marino, squadra con cui ha militato fino al ritiro. Complessivamente ha disputato 322 partite nel campionato italiano, con una media battuta di 0,400, 523 battute valide e 95 fuoricampo.
Rimasto nella Repubblica di San Marino dopo la fine della carriera, è stato anche manager della Nazionale del Titano. Nel 2004 ha debuttato come telecronista, commentando le partite di San Marino in Coppa Campioni su Sky Sport a fianco di Pietro Colnago. Sposato e padre di due figli, è morto a San Marino il 15 gennaio 2009, in un sospetto suicidio. In suo onore la squadra di Grosseto ha ritirato la maglia numero 23.